# المبارزه الكعبين (لحج)
المبارزه الكعبين هي إحدى قرى الجمهورية اليمنية. وهي تتبع جغرافيًا لمحافظة لحج. وإداريًا لمديرية القبيطة. يبلغ تعداد سكانها 2791 نسمة حسب الإحصاء الذي جرى عام 2004.